# Lacet inverse
 (janvier 2014).
Si vous disposez d'ouvrages ou d'articles de référence ou si vous connaissez des sites web de qualité traitant du thème abordé ici, merci de compléter l'article en donnant les références utiles à sa vérifiabilité et en les liant à la section « Notes et références ».
Le lacet inverse ou lacet inverse au virage est un phénomène dynamique issu du pilotage en virage d'un aérodyne, avion ou planeur.

## Définition
Pour entamer un virage, on commande les ailerons pour obtenir une inclinaison en roulis. Le lacet inverse est une rotation en lacet de l'appareil dans le sens opposé au sens du virage désiré.
Le lacet inverse résulte d'un différentiel de traînée entre les deux ailes. Le supplément de portance demandé pour faire monter l'aile extérieure au virage augmente la traînée induite par la portance et la traînée de profil à cause du braquage vers le bas de l'aileron. Inversement, l'aile intérieure au virage voit sa traînée induite diminuer. Le pilote annule le lacet inverse par une action sur la gouverne de direction, créant ainsi un moment de rotation en lacet dans le sens favorable au virage. On appelle cette action la conjugaison des commandes.

## Découverte
Les frères Wright, en effectuant leurs premiers vols sur leur planeur de 1901, ont mis en évidence le lacet inverse. Ils ont modifié leur machine en 1902 en ajoutant un gouvernail arrière pour un meilleur  contrôle. Ferdinand Ferber, renseigné par Octave Chanute qui vit aux USA, écrit en 1908 : « [...] pour rectifier certains troubles dans la direction (provenant de ce que, lorsque l'arrière d'une aile est abaissée, elle offre plus de résistance et tend à ralentir la vitesse et par conséquent à faire tourner l'aéroplane de ce côté, ce qui est le contraire de ce que l'on veut produire), ils ajoutent à l'arrière un gouvernail de direction et ils commencent à décrire des quarts de cercle ».

## Facteurs favorables au lacet inverse
Le lacet inverse est lié à la mise en virage par les ailerons. Son effet est d'autant plus fort que :
- la stabilité en lacet est faible (petit bras de levier d'empennage vertical par rapport à l'envergure),
- la traînée induite et donc le coefficient de portance est élevé (basses vitesses),
- le profil d'aile présente un chargement aérodynamique important dans sa partie arrière (profil d'intrados creux à l'arrière).

### Planeurs
Le lacet inverse se produit de façon très prononcée sur les planeurs, appareils à grande envergure volant relativement lentement et dont les profils sont très cambrés dans leur partie arrière. 

### Avions
Les avions, notamment ceux qui volent plus lentement, sont aussi sujets au lacet inverse. Le Gossamer Condor de Paul MacCready, engin à grande envergure, à faible stabilité directionnelle et volant très lentement, avait un lacet inverse tellement fort que la technique de virage n'a pu être maîtrisée qu'en vrillant l'aile en sens inverse du sens normal : le lacet inverse créé entraînait une rotation en lacet dans le sens désiré qui était suffisante pour amener du roulis induit dans le bon sens !

## Surfaces de contrôle
Il existe des types spéciaux d'ailerons diminuant le lacet inverse :
- aileron à débattement différentiel (plus fort vers le haut que vers le bas),
- aileron à axe déporté de type « frise » présentant un bord d'attaque débordant sous le profil quand il est braqué vers le haut. Pour cela, l'axe d'articulation de l'aileron est reculé et positionné à environ 25 % de la corde Exemple d'aileron frise[Note 3].

- aileron et spoiler conjugués, le spoiler étant un frein aérodynamique agissant sur l'aile intérieure au virage.

- aileron et gouverne de direction couplés (système très peu utilisé) : la gouverne est déplacée légèrement dans la direction du virage.